# Yorská katedrála
Yorská katedrála, nebo oficiálně Katedrála a metropolitní kostel svatého Petra v Yorku (Cathedral and Metropolitical Church of St Peter in York), je gotická katedrála a je největší svého druhu v Severní Evropě. Je 175 m dlouhá, hlavní loď je 35 m široká a 32 m vysoká a všechny tři věže jsou 65 m vysoké.
Je sídlem arcibiskupa z Yorku (druhého nejvyššího hodnostáře anglikánské církve) a katedrálou Yorské diecéze.
Vyznačuje se bohatě zdobenou hlavní chrámovou lodí v perpendikulárním slohu dokončenou roku 1338, velkým mozaikovým východním oknem zhotoveným roku 1408, největším středověkým mozaikovým oknem na světě. V severní příčné lodi se nachází okno pěti sester s oblouky vysokými 16 m a v jižní příčné lodi známé kruhové okno.

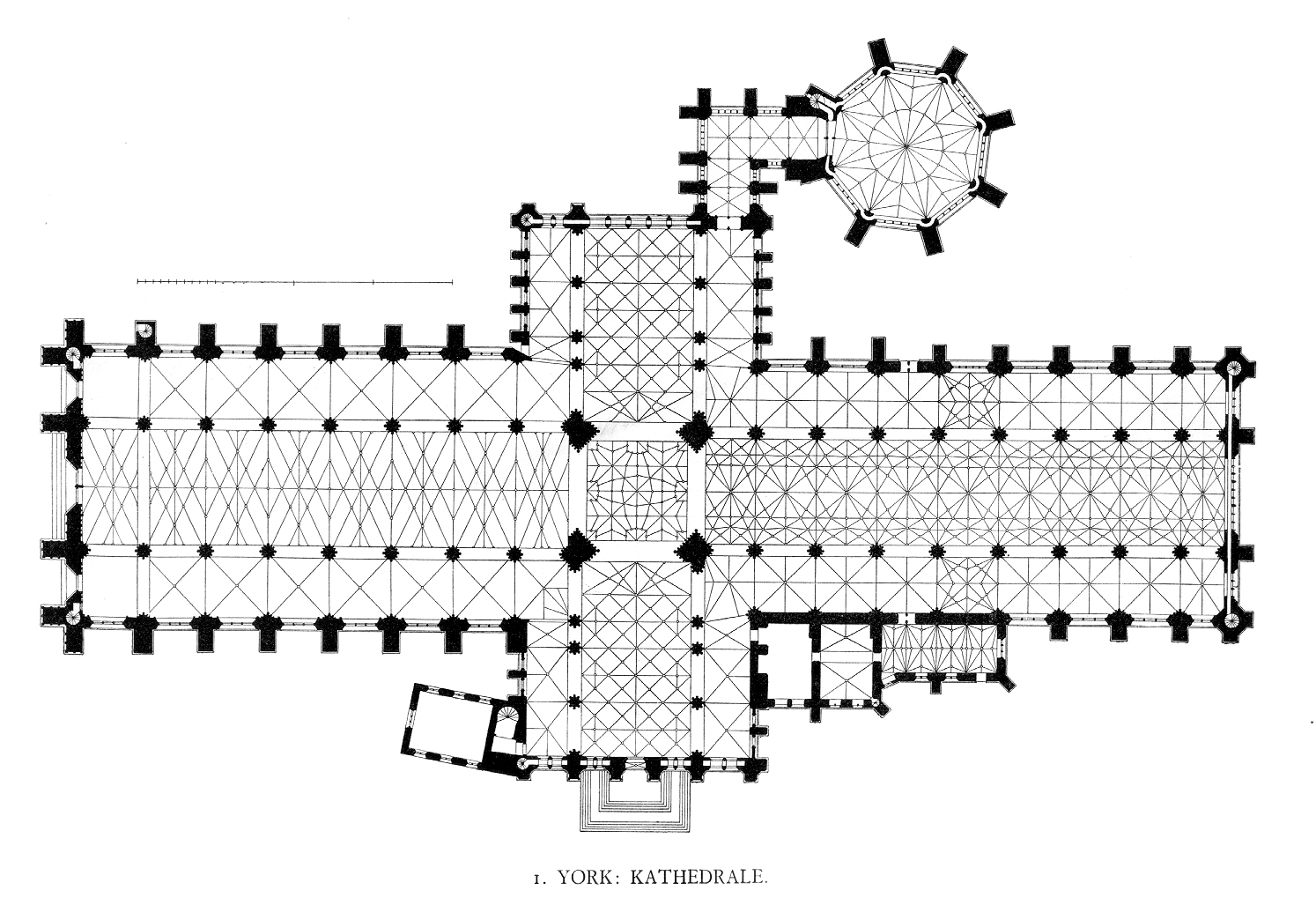
Půdorys katedrály

První církevní stavbou, na místě kde stojí současná katedrála, byl dřevěný kostel postavený roku 627 ve spěchu k pokřtění Edwina, krále Northumbrie. Poté byla roku 630 zahájena stavba bytelnější kamenné stavby, dokončené roku 637. Kostel začal brzy chátrat a od roku 670 byla prováděna jeho oprava včetně pozdější výstavby školy a knihovny, které byly v 8. století jedny z největších na severu Evropy.

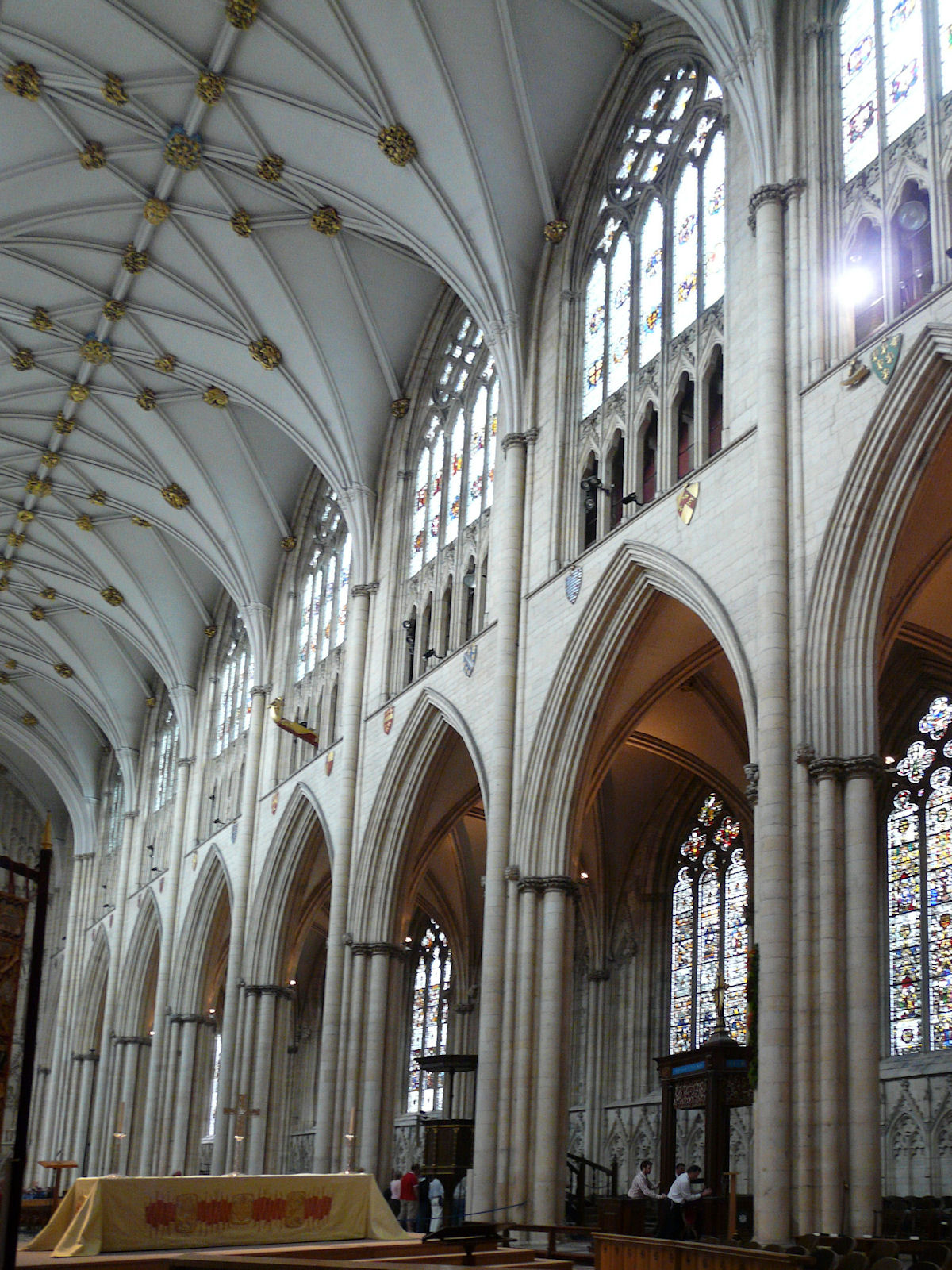
Interiér katedrály

Roku 741 byl kostel zničen ohněm a byl obnoven do robustnější podoby. Roku 1066 zde byl korunován Vilém I. anglickým králem. V období na počátku 11. století byl kostel několikrát poškozen ohněm a znovu opravován již v normanském slohu.
Stavba gotické katedrály, která měla být srovnatelná s Canterburskou katedrálou, byla zahájena roku 1220. Prvními částmi byly severní a jižní příčné chrámové lodi dokončené roku 1250 v raně gotickém slohu. Byla také dokončena stavba masivní hlavní věže s dřevěnou střechou.

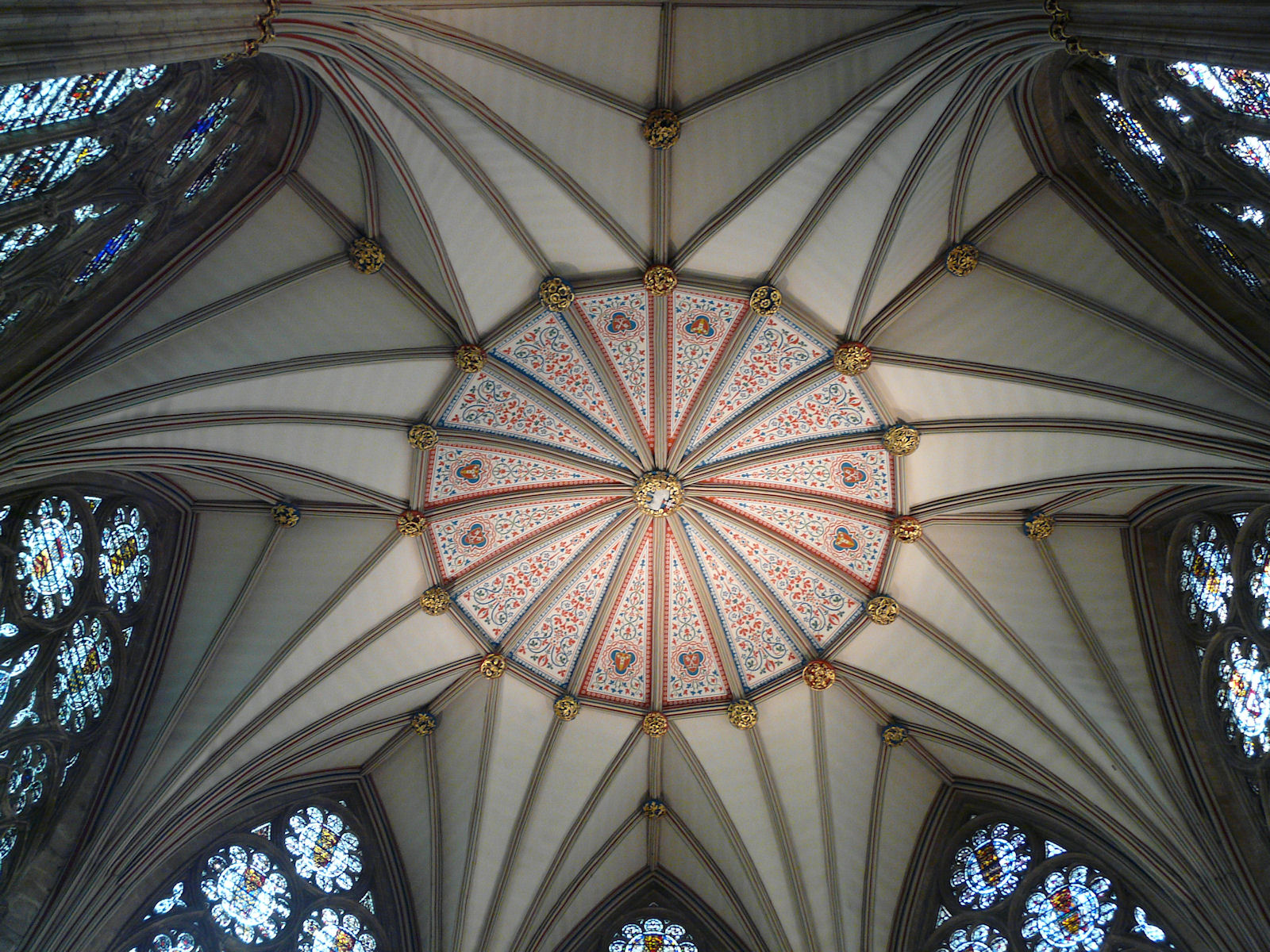
Klenba kaple

Stavba kapituly byla zahájena v 60. letech 13. století a byla ukončena roku 1296. Široká hlavní loď byla budována od 80. let 13. století na normanských základech. Vnější střecha byla dokončena roku 1330, ale strop byl hotov až roku 1390. Stavba dále pokračovala ve východním křídle. Roku 1407 se zřítila hlavní věž, pilíře pak byly zesíleny a nová věž byla dokončena roku 1420. Západní věže byly postaveny v letech 1433 až 1472. Stavba katedrály byla dokončena roku 1472, kdy byla také vysvěcena.
Reformace církve za Jindřicha VIII. vedla k ustanovení prvního anglikánského arcibiskupa, ztrátě pokladů katedrály a pozemků, které k ní patřily. V době vlády Alžběty I. byly odstraňovány všechny katolické znaky – byly zničeny mnohé náhrobky, okna a oltáře. V době občanské války bylo město obsazeno Cromwellovým vojskem, ale jeho velitel Thomas Fairfax nepřipustil poškození katedrály.
V letech 1730 až 1736 byla vytvořena nová mramorová podlaha chrámu a od roku 1802 byla zahájena kompletní obnova katedrály. Nicméně 2. února 1829 byla katedrála v důsledku žhářského útoku poškozena požárem. Oheň zničil východní křídlo a další požár roku 1840 způsobil zničení střechy nad hlavní chrámovou lodí, jihovýchodní věží a jižní chrámovou lodí. Obnova požáry poničené katedrály byla zahájena až roku 1858.